# Hannäs
Hannäs är kyrkbyn i Hannäs socken i norra Småland. Den ligger 21 kilometer öster om Åtvidaberg och 23 kilometer västsydväst om Valdemarsvik och tillhör sedan 1971 Östergötlands län men alltjämt landskapet Småland. Den tillhör också Åtvidabergs kommun.
Ortnamnet är överflyttat från den plats på ett näs i sjön Vindommen där idag ruinerna efter den äldre kyrkan återfinns.

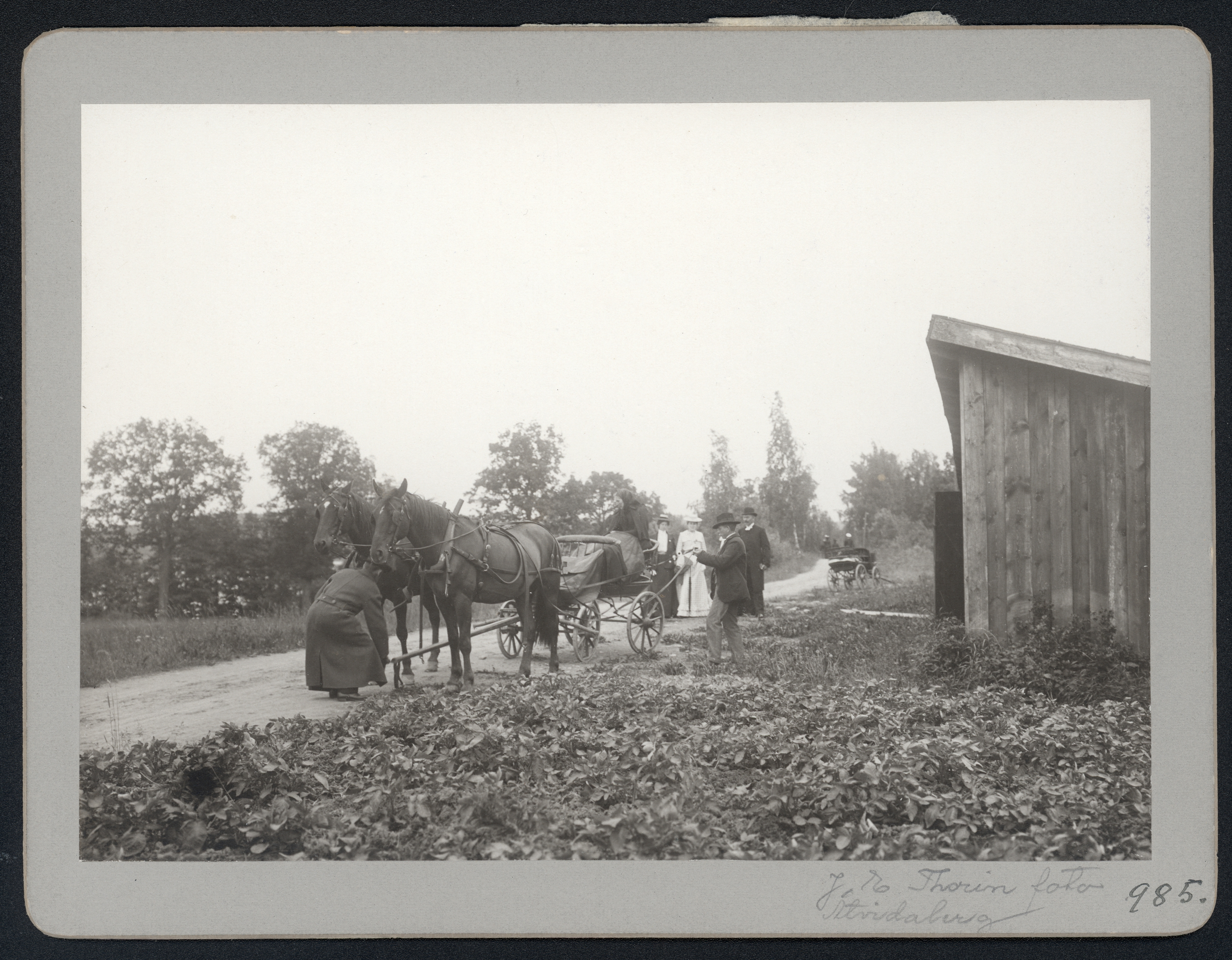
Vid kyrkstallarna i Hannäs 1902.

Hannäs kyrka ligger i denna by.